# Хосокава Ёриюки
Хосокава Ёриюки (яп. 細川頼之, 1329 — 25 марта 1392) — японский политический деятель и полководец периода Намбокутё. Канрэй сёгуната Муромати (1368—1379).

## Биография
Сын Хосокава Ёрихару (ок. 1299—1352). Помогал сёгуну Асикаге Ёсимицу в деле стабилизации сёгуната и усиления власти центра над регионами. Был уволен с должности канрэя по требованию оппозиции и назначен сюго региона Сикоку. Вместе с Ёсимицу начал смуту Мэйтоку 1391 года, в ходе которой были ослаблены позиции региональных правителей рода Ямана из Тюгоку.